# Гребенники
Гребенники (укр. Гребінники) — село в Валковской городской общине Богодуховского района Харьковской области Украины.
Код КОАТУУ — 6321284506. Население по переписи 2001 г. составляет 50 (24/26 м/ж) человек.

## Географическое положение
Село Гребенники находится на одном из истоков реки Грушевая, есть запруда. На расстоянии в 2 км расположены сёла Минковка, Мирошники, Манилы, Великая Кадыгробовка, Тугаевка и Нестеренки.

## История
- 1820 — год основания.

## Экономика
- В селе есть молочно-товарная ферма.